# FFAR1
FFAR1 (англ. Free fatty acid receptor 1) – білок, який кодується однойменним геном, розташованим у людей на короткому плечі 19-ї хромосоми. Довжина поліпептидного ланцюга білка становить 300 амінокислот, а молекулярна маса — 31 457.
| 10         |  | 20         |  | 30         |  | 40         |  | 50         |
| ---------- |  | ---------- |  | ---------- |  | ---------- |  | ---------- |
| MDLPPQLSFG |  | LYVAAFALGF |  | PLNVLAIRGA |  | TAHARLRLTP |  | SLVYALNLGC |
| SDLLLTVSLP |  | LKAVEALASG |  | AWPLPASLCP |  | VFAVAHFFPL |  | YAGGGFLAAL |
| SAGRYLGAAF |  | PLGYQAFRRP |  | CYSWGVCAAI |  | WALVLCHLGL |  | VFGLEAPGGW |
| LDHSNTSLGI |  | NTPVNGSPVC |  | LEAWDPASAG |  | PARFSLSLLL |  | FFLPLAITAF |
| CYVGCLRALA |  | RSGLTHRRKL |  | RAAWVAGGAL |  | LTLLLCVGPY |  | NASNVASFLY |
| PNLGGSWRKL |  | GLITGAWSVV |  | LNPLVTGYLG |  | RGPGLKTVCA |  | ARTQGGKSQK |
|            |  |            |  |            |  |            |  |            |

A: Аланін

C: Цистеїн

D: Аспарагінова кислота

E: Глутамінова кислота

F: Фенілаланін

G: Гліцин

H: Гістидин

I: Ізолейцин

K: Лізин

L: Лейцин

M: Метіонін

N: Аспарагін

P: Пролін

Q: Глутамін

R: Аргінін

S: Серин

T: Треонін

V: Валін

W: Триптофан

Кодований геном білок за функціями належить до рецепторів, g-білокспряжених рецепторів, білків внутрішньоклітинного сигналінгу. 
Білок має сайт для зв'язування з ліпідами. 
Локалізований у клітинній мембрані, мембрані.